# Меркато-Веккьо

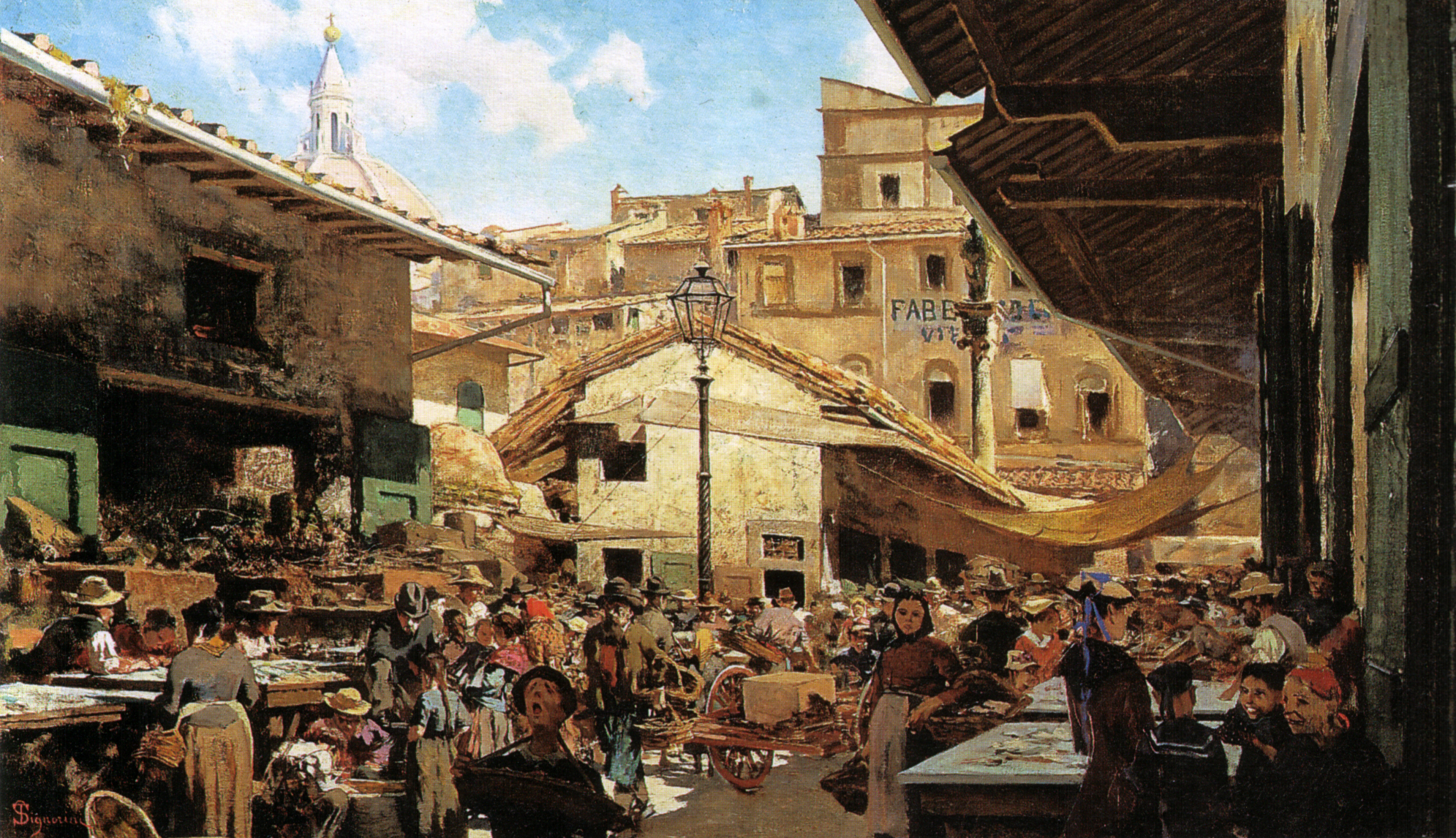
Т. Синьорини. Площадь Меркато-Веккьо во Флоренции. Между 1882 и 1883. Холст, масло. Частное собрание

Меркато-Веккьо (итал. Mercato Vecchio — Старый рынок) — бывшая рыночная площадь во Флоренции, Италия, которая была снесена одновременно со старым еврейским гетто в период между 1885 и 1895 годами для создания новой Площади Республики в ходе проводившейся в XIX веке перепланировки: «Rinascimento Fiorentino» (Возрождения города).

## История
Изначально на этом месте находился древнеримский форум. Будучи центром старого города, в котором пересекались древнеримские дороги «кардо» и «декуманус», это место было символически обозначено колонной, позже заменённой Колонной изобилия, существующей до настоящего времени.
В средневековую эпоху площадь, по-прежнему место деловых встреч, приобрело коммерческое назначение: там расположился главный рынок города. Тогда там же находились две раннехристианские церкви: Санта-Мария-ин-Кампидольо и Сант-Адреа. Статус институционального рынок получил лишь после 1000 года.
Как и в других итальянских городах, Меркато Веккьо как торговое место дополнял посвящённую религиозным целям Соборную площадь и имевшую политическое назначение площадь Синьории.
Ставший необходимым второй рынок развивался у ворот святой Марии, где в XIII веке была построена Лоджия-дель-Меркато-Нуово (Лоджия Нового рынка). Третий торговый центр возник неподалёку — Лоджия-дель-Грано (Лоджия зернового склада.
Рыночная площадь существовала ещё при герцоге Козимо I Медичи, когда тот поручил Джорджо Вазари выполнение Лоджии Пеше (Рыбного рынка). Постепенно её пространство заполнялось небольшими общественными зданиями, лавками и жилыми домами, что в корне меняло внешний вид района, который был усеян колодцами, печами, ораториями, башнями, лоджиями, деревянными жилищами. Множественные топонимы хранят в себе сведения о специализации экономической деятельности на Меркато Веккьо: «пьяцца делл’Олио» (масло), «виа деи Пелличчаи» (позже «виа Пелличчериа») (меха), «пьяцца дель Чиполле» (лук) (сегодня «Пьяцца Строцци»), «Виа-делле-Честе» (корзины), «Пьяцца-дель-Вино», «Пьяцца-дель-Рикотте»… В лоджии Тавернаи продавалось мясо, в то время как Оратория Санта-Мариа-делла-Тромба была названа так из-за находившейся по соседству мастерской по изготовлению музыкальных труб.

## Переустройство

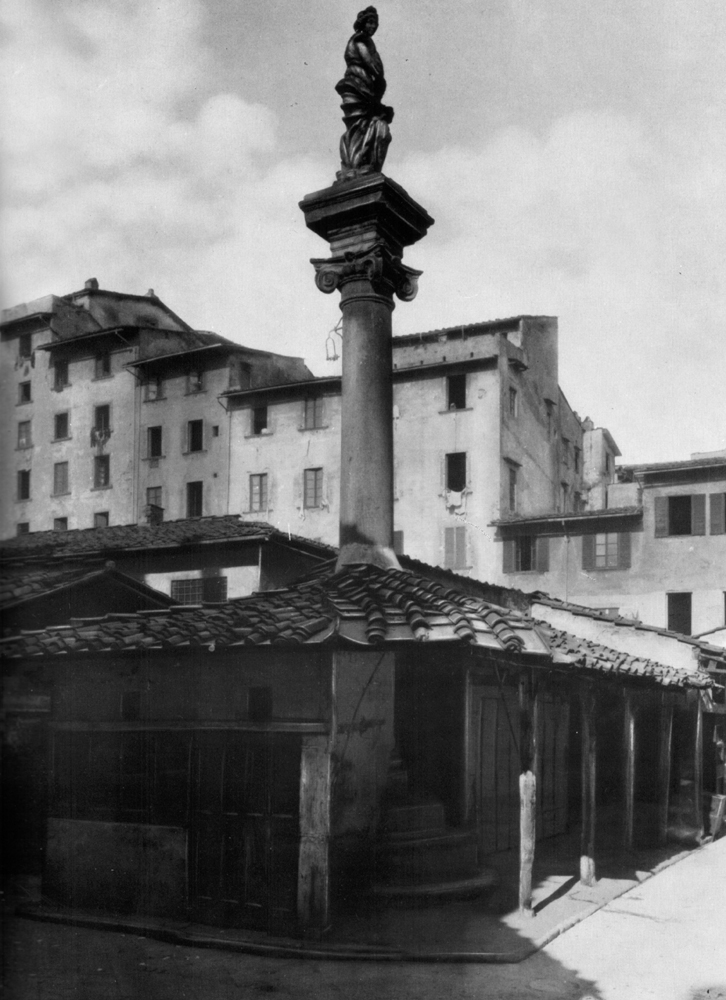
Рынок до сноса

К 1880-м годам журналист Джулио Пиччини, печатавшийся под псевдонимом Джарро, денонсировал в своей серии статей, затем собранных в книге «Подпольная Флоренция» (1881), условия жизни бедных обитателей этого квартала — исторического центра города. В его работах присутствуют преувеличения по поводу упадочного состояния квартала, из которых следует необходимость создания на его месте «настоящего района». План Поджи, который исключал часть фортификационной стены вокруг города для создания кольцевых бульваров, отвечая новым требованиям буржуазии, полиции и пешеходов, также затронул и территорию Меркато-Веккьо.
Нельзя не упомянуть о спекулятивной стороне операции (так называемая «Сделка центра»), которая привела к выселению бедных жителей из исторического центра города для создания новых помещений жилого и торгового назначения, которые были важнее для богатых представителей населения Флоренции. Многие историки отмечают, что экономические причины стали настоящим двигателем Свентраменто (снос зданий), которое идеологически оправдывали требования общественной безопасности.
В 1881 году коммуна установила специальную плату для оценки состояния строений и условий жизни района Меркато-Веккьо, которая выявила угрожающий упадок состояния земли в районе и доказала необходимость его переустройства. Окончательный проект был утверждён 2 апреля 1885 года: в июне всё население района было эвакуировано и вся собственность была экспроприирована.
Работы начались в 1888 году: тогда была снесена вся северная часть площади между Колонной изобилия и стороной современного кафе Джилли. Однако вскоре работы были вынужденно приостановлены из-за проблемы по сохранению лоджии Пеще работы Джорджо Вазари. Однако крепнущей флорентийской буржуазии нужны были новые красивые здания, и вскоре площадь сноса была расширена и достигла площади Строцци, виа де’Веккьетти, виа де’Пекори, виа де’Кальцаиуоли, площади Синьории и ворот Порта-Росса.
Множество старых архитектурных напоминаний о прошлом были стёрты с лица города без особых колебаний: старые церкви, дома-башни, места деятельности цехов. Еврейское гетто со своими двумя синагогами было также сравнено с землёй.

## Следы Меркато Веккьо

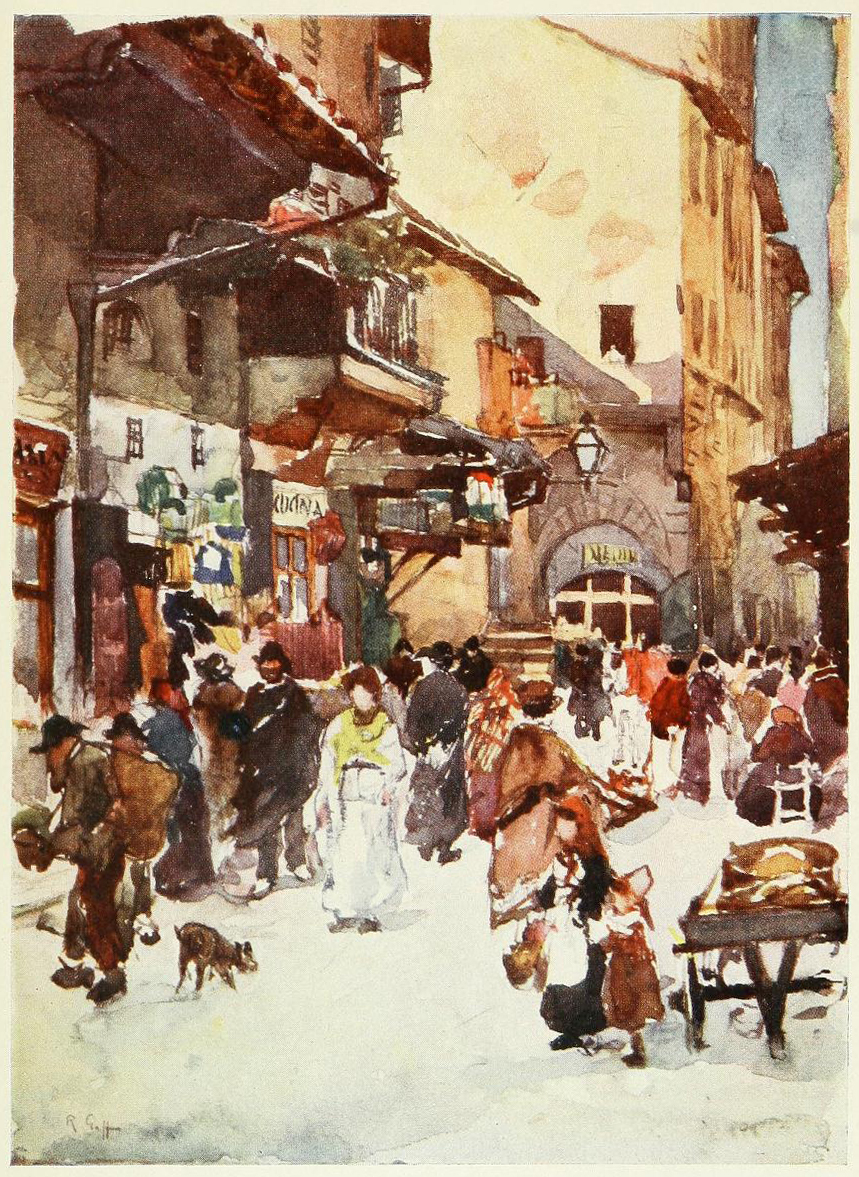
Р. Ч. Гофф. Меркато Веккьо. 1884. Акварель

Колонна изобилия, после того, как её освободили от обставлявших её жилых зданий, была демонтирована и переставлена на другое место. Лишь в 1956 году Комитет по украшению города при поддержке туристического бюро вернул колонну на её исходное многовековое место (точнее её копию, выполненную Марио Моски, в то время как оригинал Фоджини был помещён во дворце Сберегательного фонда Флоренции).
Лоджия Пеше была также демонтирована, а её замечательные архитектурные элементы были переданы в лапидарный музей монастыря Сан-Марко. В 1956 году она была очень качественно отреставрирована на площади Кьомпи возле церкви Санта-Кроче. Молельня Санта-Мариа-делла-Тромба была реконструирована в 1905 году и сейчас находится на углу палаццо дель’Арте-делла-Лана после беззаконной реставрации.
На месте средневекового городского квартала находится железнодорожное полотно из нескольких колей общей шириной 12 метров, рядом с которой построены большие дворцы, кафе, входы в гостиницы с портиками, триумфальная арка и большая площадь Виктора Эммануила II (ныне площадь Республики).
Множество архитектурных фрагментов можно найти на антикварном рынке, как например те, что находятся среди экспонатов музея Бардини, подаренного флорентийской коммуне антикваром Стефано Бардини, который тщательно собирал исторические ценности. Отдельные фрагменты Меркато-Веккьо можно увидеть в общественных музеях города, в лапидарном музее Сан-Марко и в музее «Флоренция какой она была» до закрытия последнего в 2010 году.

## В искусстве и массовой культуре
- Меркато-Веккьо изображён на картинах итальянского художника из группы Маккьяйоли Телемако Синьорини, любившего живописные виды этой части города до её сноса.
- Поэт Антонио Пуччи увековечил Меркато-Веккьо в стихотворении «Le proprietà di Mercato Vecchio», где он ярко описал уличную жизнь переполненного флорентийского рынка.
- На рынке Меркато-Веккьо происходит одна из миссий игры Assassin's Creed II, чьи действия развиваются в Италии конца XV века[5].